# Zarafasaura

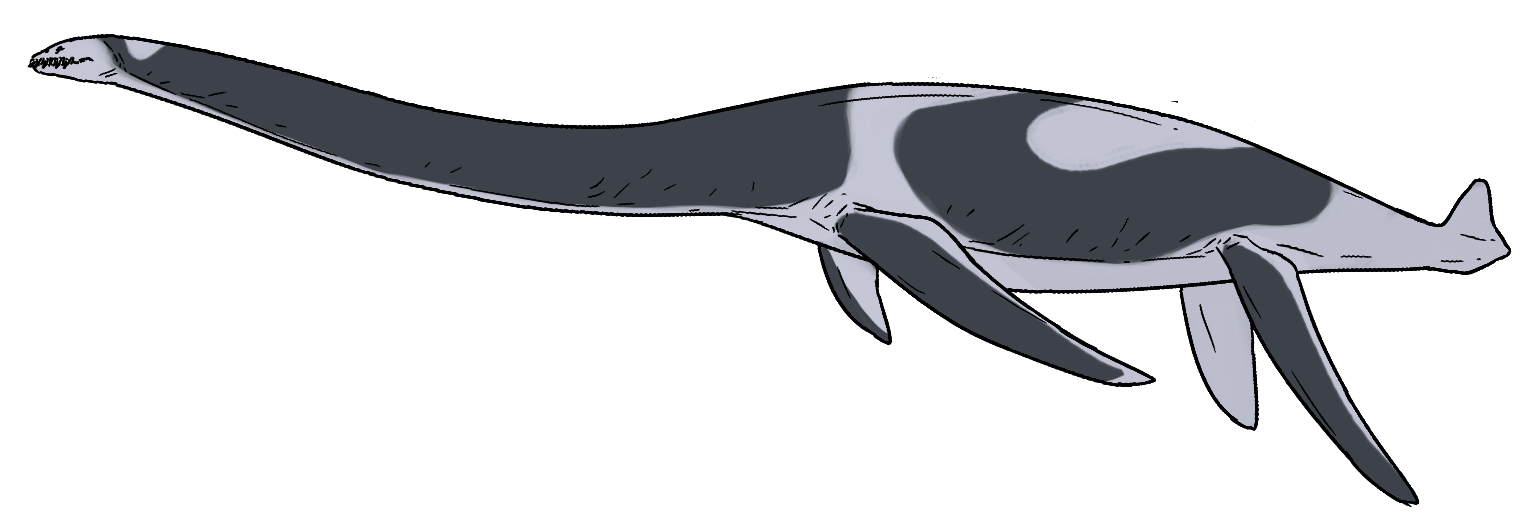
Zarafasaura oceanis

Zarafasaura oceanis is een lid van de Plesiosauria dat tijdens het late Krijt leefde in het gebied van het huidige Marokko.

## Vondst en naamgeving
In de fosfaatmijnen van het Oulad Abdounbekken worden veel fossielen gevonden, ook van plesiosauriërs. In 1952 benoemde Arambourg die als Plesiosaurus mauritanicus. Dat is echter een nomen dubium, gebaseerd op een niet-diagnostische tand. In de vroege eenentwintigste eeuw leverde een samenwerking tussen Franse en Marokkaanse universiteiten veel beter materiaal op waaronder een kop gevonden bij Sidi Daoui.

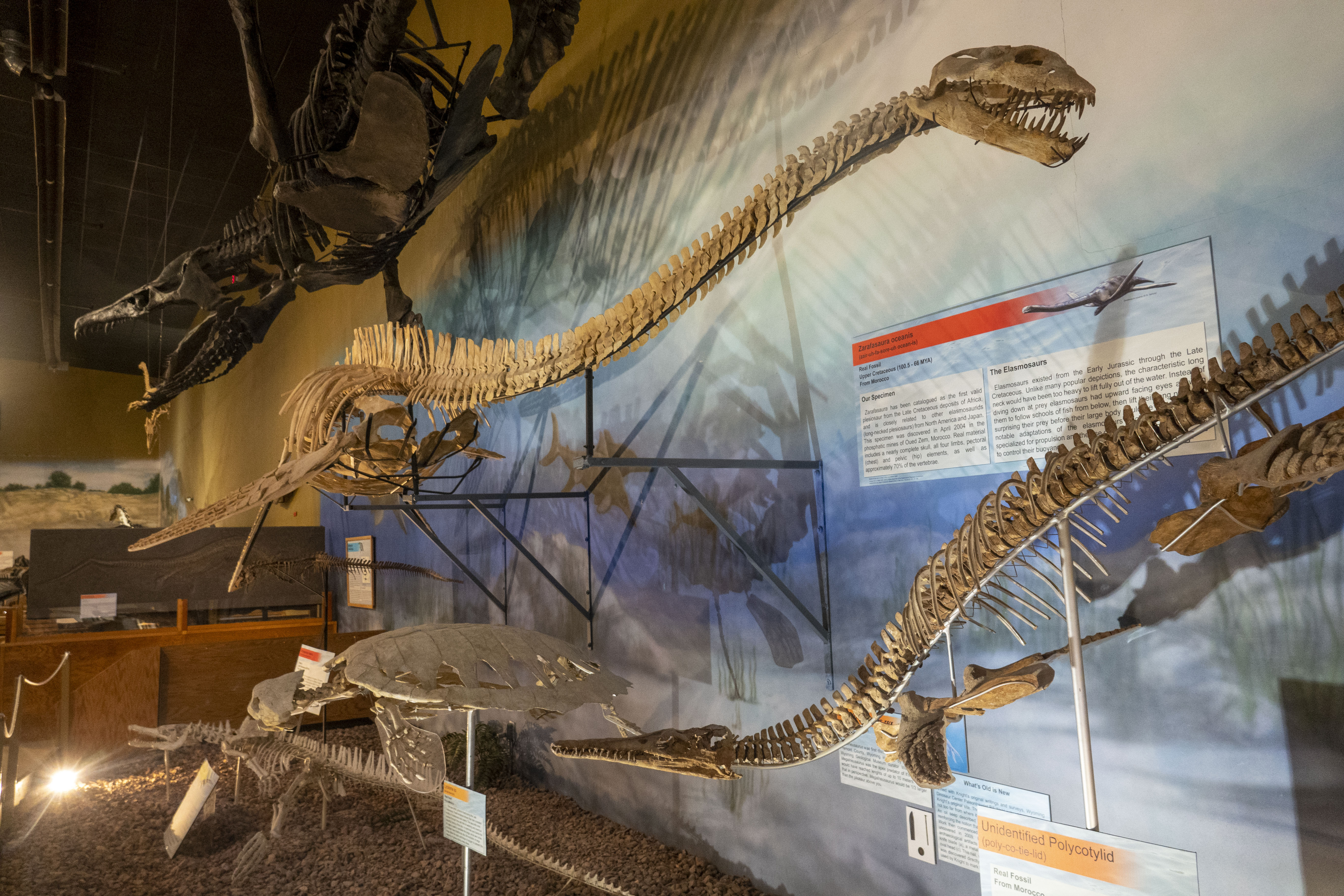
WDC CMC-01

In 2011 werd de typesoort Zarafasaura oceanis benoemd en beschreven door Peggy Vincent, Nathalie Bardet, Xabier Petereda Suberbiola, Baâdi Bouya, Mbarek Amaghzaz en Saïd Meslouh. De geslachtsnaam is afgeleid van het Arabisch zarafa, زرافة , "giraffe", de naam die de plaatselijke bevolking aan de langnekkige plesiosauriërfosielen geeft. De soortaanduiding kan gelezen worden als "dochter van de zeegod Oceanus" en is ook de reden dat voor saura gekozen is.
Het holotype,  OCP-DEK/GE315, is gevonden in het bovenste CIII-niveau van het Ouled Abdoun-bekken, daterend uit het late Maastrichtien. Het bestaat uit een schedel met onderkaken. Het paratype is OCP-DEK/GE456, een stel onderkaken uit dezelfde streek, gedoneerd door G. Barbe.
April 2004 vond Mohamed Atid een skelet dat hij prepareerde en aangevuld met afgietsels van elementen van de Amerikaanse Hydrotherosaurus tot een skeletopstelling reconstrueerde. Die verkocht hij in 2006 aan het Wyoming Dinosaur Center. Dit specimen, WDC CMC-01, werd in 2013 aan de soort toegewezen. Het vult het holotype aan met de postcrania.

## Beschrijving

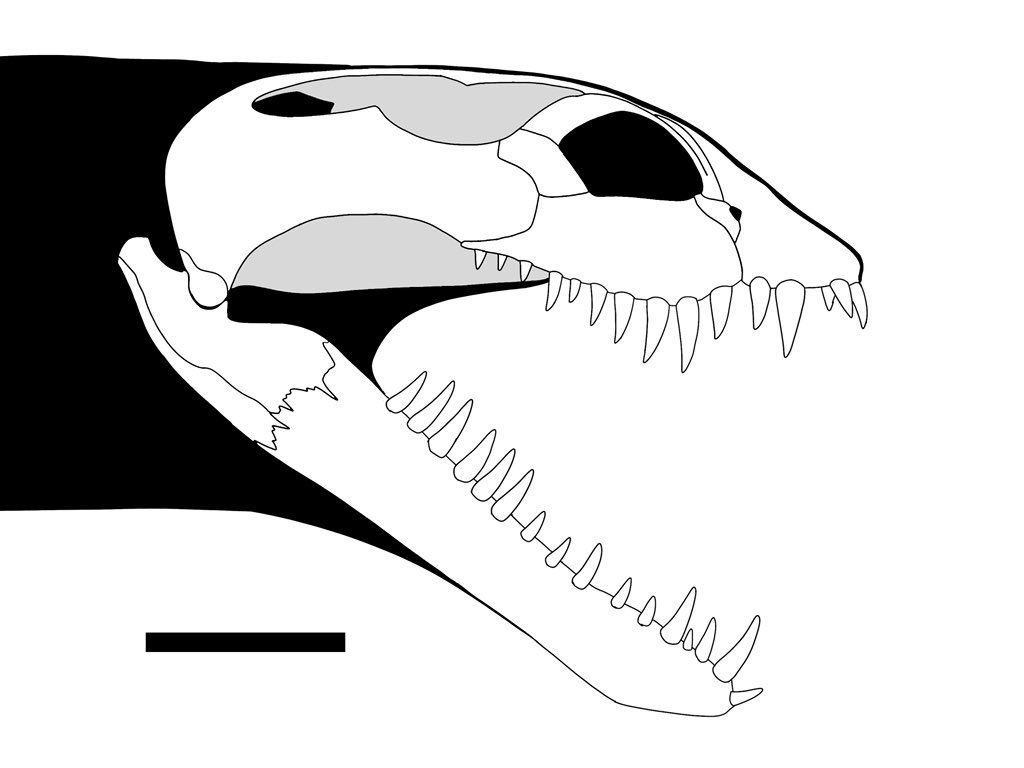
Diagram van de schedel

De lengte van Zarafasaura is geschat op drie à vier meter, het gewicht op honderd kilogram.
De beschrijvers wisten verschillende onderscheidende kenmerken vast te stellen. Drie daarvan zijn autapomorfieën, unieke afgeleide eigenschappen. De squamosa vormen twee slanke takken van het suspensorium die ruim langs de voorrand van het slaapvenster lopen en de wandbeenderen verbinden ter hoogte van de helft van de lengte van het slaapvenster. Het squamosum raakt aan de buitenste zijkant het jukbeen in een horizontale beennaad, zodat het het geheel van de buitenrand van het slaapvenster vormt en vooraan het postorbitale raakt. De pterygoíden zijn achteraan ontwikkeld in zeer grote zijwaarts verbrede platen die lange afgeronde evenwijdige lengterichels dragen aan beide zijden van de middennaad en de holte juist zijwaarts van de achterste holten tussen de pterygoïden.

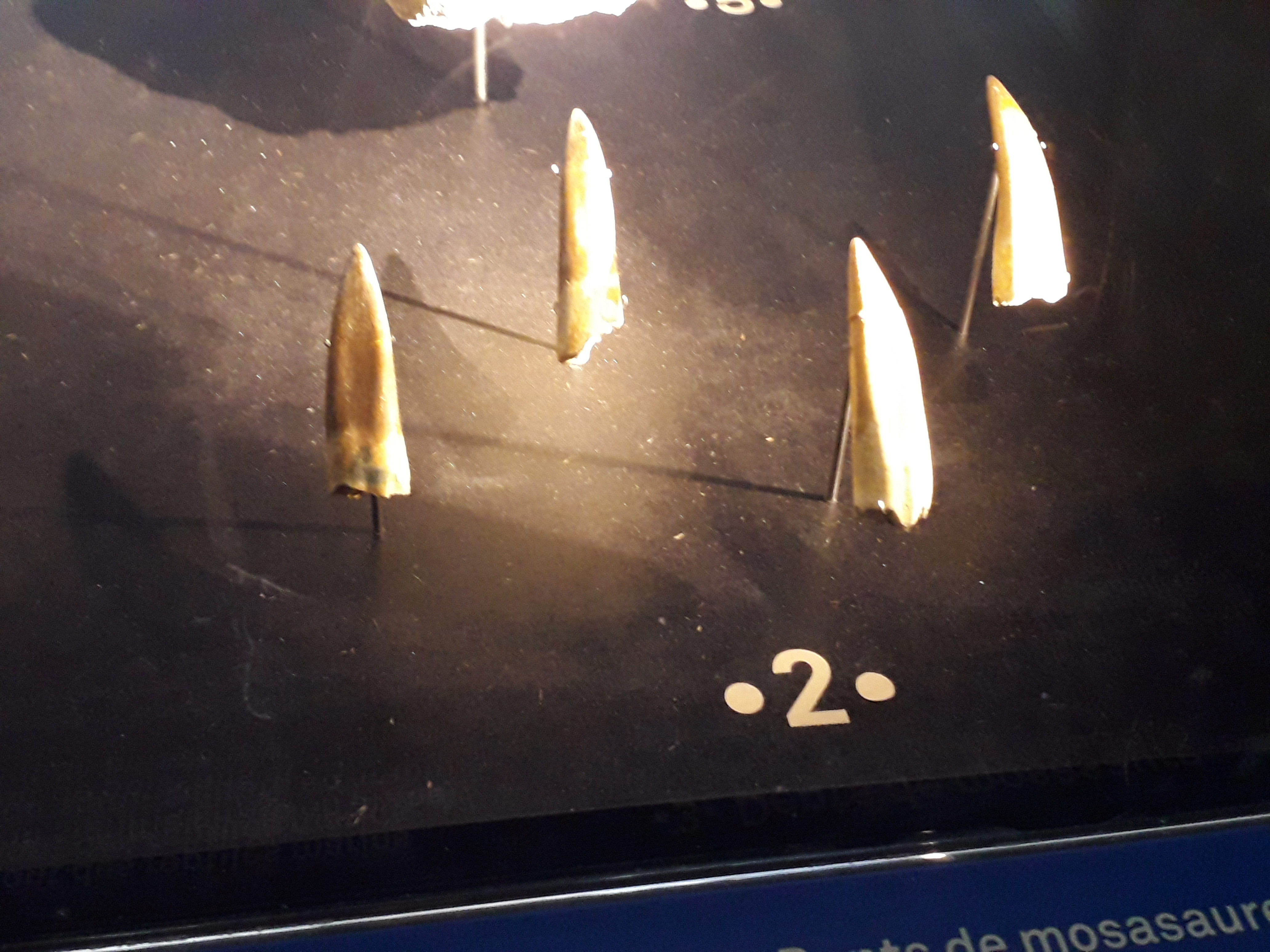
Tanden in Parijs

Daarnaast is er een unieke combinatie van op zich niet unieke kenmerken. De snuit is erg kort, een derde van de schedelengte uitmakend. De neusgaten zijn duidelijk gescheiden en liggen een stuk voor de oogkassen. De achterste takken van de praemaxillae raken de wandbeenderen achter de oogkassen, de voorhoofdsbeenderen scheidend. De bovenkaaksbeenderen maken het grootste deel van zowel de onderrand van de oogkassen uit als van de buitenrand van de neusgaten en de choanae. De prefrontalia zijn langwerpig en raken de neusgaten. De postfrontalia raken de voorhoofdsbeenderen en wandbeenderen, bijdragend aan de rand van de uitholling rond het slaapvenster maar van de oogkassen gedrongen door een contact tussen de voorhoofdsbeenderen en postorbitalia. De postorbitalia raken de voorhoofdsbeenderen, jukbeenderen en squamosa, bijdragend aan de randen van de oogkassen en slaapvensters. Het jukbeen raakt de oogkas. De wandbeenderen zijn kort en smal, zonder foramen pineale. Het slaapvenster is zeer groot, de helft van de lengte van de schedel beslaand. De ploegschaarbeenderen zijn verbreed tot een grote rechthoekige plaat, die naar achteren uitstekend tot de choanae de binnenrand daarvan vormt om verderop te pterygoïden te raken in een rechte dwarsnaad. De verhemeltebeenderen vormen de achterrand van de choanae. De pterygoïden hebben geen voorste tussenholte. De onderkaken hebben een licht langwerpige symfyse, 8% van de schedellengte, met maar vier paar tanden. De symfyse is bovenop ruitvormig. De verheffing van het coronoïde is groot en hoog. Er staan vier of vijf tanden in de praemaxilla, minstens negen (vermoedelijk tien of elf) in het bovenkaaksbeen en zestien in het dentarium.

## Fylogenie
Zarafasaura werd in de Elasmosauridae geplaatst, in een afgeleide positie, een polytomie of "kam" vormend met Libonectes en Futabasaurus.